# Frida Nordin
Frida Nordin, född 23 maj 1982 i Växjö, är en svensk fotbollsspelare, mittfältare. Hon har bland annat spelat fotboll för Limhamn Bunkeflo och har spelat i det svenska landslaget.

## Klubbar
- Limhamn Bunkeflo
- Malmö FF
- Östers IF
- Hovshaga AIF (moderklubb)

## Meriter
- 32 landskamper, 3 mål (till och med maj 2007)
- 17 U21 landskamper